# Buglio in Monte
Buglio in Monte es una localidad y comune italiana de la provincia de Sondrio, región de Lombardía, con 2.036 habitantes.

## Evolución demográfica
| Gráfica de evolución demográfica de Buglio in Monte entre 1861 y 2001 |
|                                                                       |
| Fuente ISTAT - elaboración gráfica de Wikipedia                       |